# Days Inn
Days Inn es una cadena de moteles de Estados Unidos. Fue fundada en 1970 y ahora forma parte Wyndham Hotel Group, una subsidiaria de Wyndham Worldwide con sede en Parsippany-Troy Hills, Nueva Jersey.
Days inn también formó parte de la trágica muerte de la cantante Selena donde fue asesinada el 31 de marzo de 1995 en manos de Yolanda Saldivar en la habitación número 158 ahora cambiada a 150 por la trágica muerte

## Localizaciones
Days Inn está presente en los siguientes países:
- Argentina
- Brasil
- Canadá
- China
- Egipto
- Estados Unidos
- Filipinas
- Jordania
- India
- Irlanda
- Italia
- México
- Pakistán
- Paraguay
- Sudáfrica
- Reino Unido
- Uruguay